# جونا هاور كينغ
جونا هاور كينغ (بالإنجليزية: Jonah Hauer-King)‏ هو ممثل أمريكي-إنجليزي ولد في 30 مايو 1995م. والده بريطاني بينما والدته أمريكية.

## وصلات خارجية
- جونا هاور كينغ على موقع IMDb (الإنجليزية)
- جونا هاور كينغ على موقع ميتاكريتيك (الإنجليزية)
- جونا هاور كينغ على موقع روتن توميتوز (الإنجليزية)
- جونا هاور كينغ على موقع ألو سيني (الفرنسية)
- جونا هاور كينغ على موقع ميوزك برينز (الإنجليزية)
- جونا هاور كينغ على موقع قاعدة بيانات الفيلم (الإنجليزية)